# Zelotes hospitus
Zelotes hospitus är en spindelart som först beskrevs av Simon 1897.  Zelotes hospitus ingår i släktet Zelotes och familjen plattbuksspindlar. Inga underarter finns listade i Catalogue of Life.